# Gunnar Sauer
Gunnar Sauer (* 11. Juni 1964 in Cuxhaven)  ist ein ehemaliger deutscher Fußballspieler.

## Sportliche Laufbahn
Sauer begann seine Karriere beim Cuxhavener SV. In der Bundesliga spielte er von 1984 bis 1996 für Werder Bremen. Außerdem war er in der 2. Bundesliga für Hertha BSC und den VfB Leipzig aktiv. Insgesamt brachte er es auf 134 Bundesligaspiele (acht Tore) und 20 Zweitligaspiele.
Sauer stand im Kader der Nationalelf für die Fußball-Europameisterschaft 1988 in Deutschland, wurde jedoch nicht eingesetzt. Bei den Olympischen Sommerspielen 1988 gehörte er zur deutschen Mannschaft, die Bronze gewann, reiste aber vor dem Halbfinale wegen einer Fußverletzung aus Seoul ab.
Als technisch beschlagener Abwehrspieler hätte Sauer die Rolle des Liberos in Anlehnung an die Spielweise von Franz Beckenbauer ausfüllen können; doch aufgrund einer Vielzahl von Verletzungen konnte er sein Potenzial nie ausschöpfen.

## Erfolge
- Deutscher Fußball-Meister: 1988 und 1993
- DFB-Pokal-Sieger: 1991 und 1994
- Europapokal der Pokalsieger: 1992
- Supercup-Sieger: 1988, 1993, 1994

## Weiterer Werdegang
Nach seiner Sportkarriere wurde Sauer Immobilienmakler.